# Neßmersiel

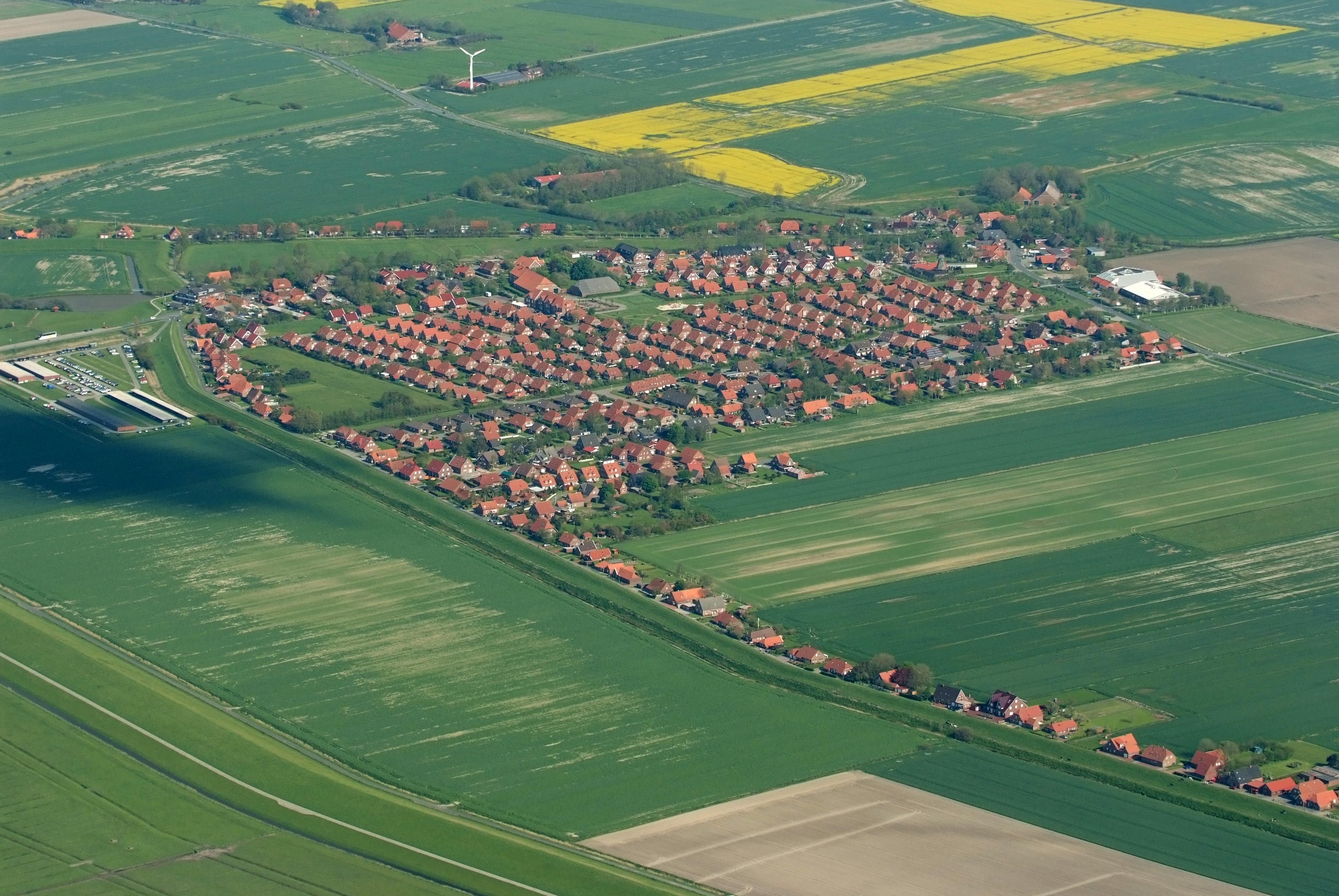
Luftbild von Neßmersiel (Mai 2012)

Neßmersiel ist ein Ortsteil der Gemeinde Dornum im Landkreis Aurich in Niedersachsen.

## Lage
Neßmersiel liegt etwa fünf Kilometer nordwestlich von Dornum auf einer Höhe von 0 m ü. NN und hat 398 Einwohner (Stand: 31. Dezember 2015). Das Dorf besteht hauptsächlich aus Ferienhäusern. Es grenzt unmittelbar an die Nordsee und liegt direkt hinter dem Deich.

## Geschichte
Der ursprüngliche um 1570 errichtete Hafen, von dem aus Getreide und Raps nach Bremen, Hamburg, den Niederlanden und Norwegen verschifft wurde, verschlammte durch die Eindeichung zur Landgewinnung und musste gegen 1700 aufgegeben werden. Er wurde näher zur See verlegt, doch 1930 war er auch nicht länger zu befahren. Erst 1969/70 errichtete man einen Fährhafen, von dem aus Baltrum angefahren wird. Die kürzere Fahrzeit von nur einer halben Stunde führte dazu, dass seit 1986 der Fährverkehr über Norddeich eingestellt wurde.
Von 1885 bis 1977 gehörte Neßmersiel zum Landkreis Norden.
Am 1. Juli 1972 wurde Neßmersiel in die Gemeinde Nesse eingegliedert. Am 1. November 2001 kam diese zur Gemeinde Dornum.
Im Juli 2006 wurde das 20-jährige Bestehen des Nationalparks Niedersächsisches Wattenmeer am Strand von Neßmersiel gefeiert.

## Politik

### Ortsrat
Der Ortsrat, der den Dornumer Ortsteil Neßmersiel vertritt, setzt sich aus fünf Mitgliedern zusammen. Die Ratsmitglieder werden durch eine Kommunalwahl für jeweils fünf Jahre gewählt. Die aktuelle Amtszeit begann am 1. November 2021 und endet am 31. Oktober 2026.
Bei der Kommunalwahl 2021 ergab sich folgende Sitzverteilung:
| Ortsrat 2021Insgesamt 5 Sitze - SPD: 3 - Unabh.: 1 - FBI: 1 |

### Wappen
| | Blasonierung: „In Gold (Gelb) ein schwarzes Gewölbesiel mit offenem Fluttor; darunter schwebend eine schwarze Glocke.“ |
| Wappenbegründung: Das von Ulf-Dietrich Korn entworfene Wappen wurde am 28. August 1962 vom Regierungspräsidenten in Aurich verliehen. Das Wappen zeigt ein Siel, welches dazu dient, das Marschland hinter dem Deich zu entwässern; gleichzeitig steht es redend für den Ortsnamensteil „-siel“. Die Glocke symbolisiert eine alte Schulglocke aus dem frühen 18. Jahrhundert. | |

## Sehenswürdigkeiten
- Hafen, 2008 umfangreich umgebaut, und Deichanlagen
- Salzwiesen-Erlebnispfad (östlich des Hafens)
- Denkmalgeschützter Heykena-Hof
- 2006 wurde in Neßmersiel eine Paddel- und Pedalstation in Betrieb genommen, die man mit Kanu- und Ruderbooten durch ganz Ostfriesland erreichen kann.
- 2007 wurde mit dem Sturmfrei das größte Freizeit- und Wellnesszentrum an der Deutschen Nordseeküste eröffnet.
- Heimatstube (Kapitänszimmer und Kaufmannsladen aus alter Zeit) im Sturmfrei

## Aktivitäten
Neßmersiel ist unter anderem Ausgangspunkt für verschiedene Wattwanderungen.

## Fotos

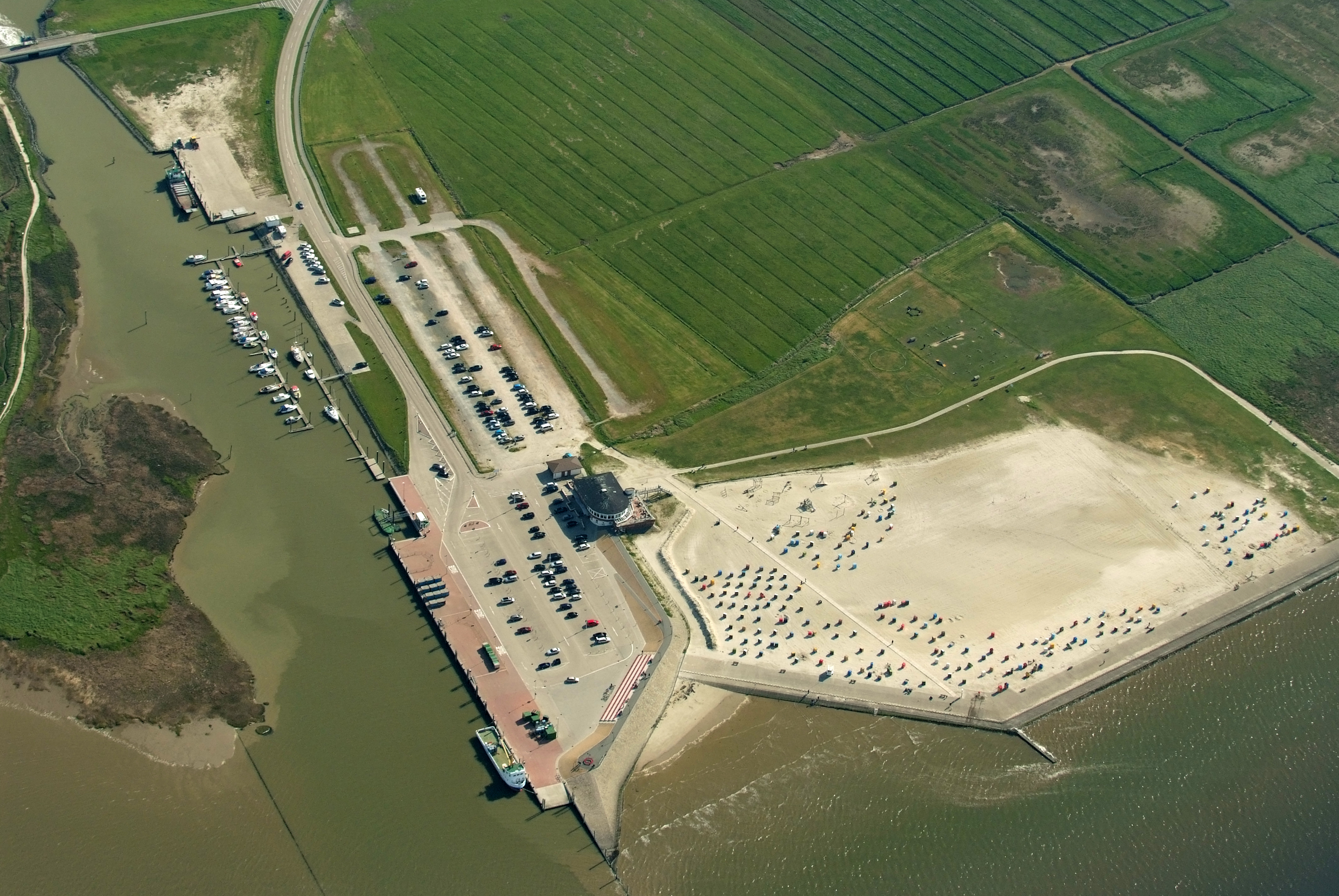
Luftbild vom Hafen (Mai 2012)
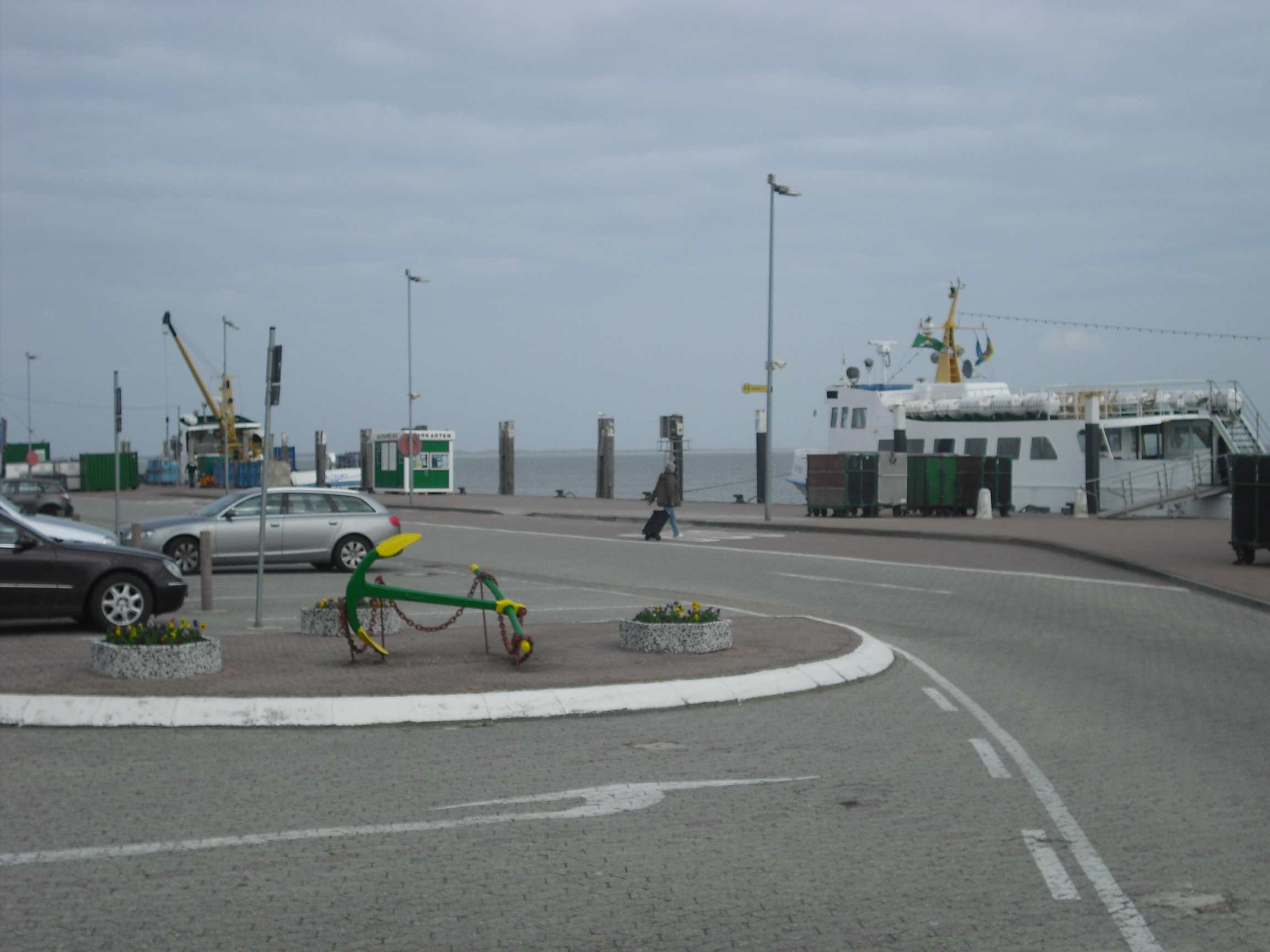
Neßmersieler Hafen
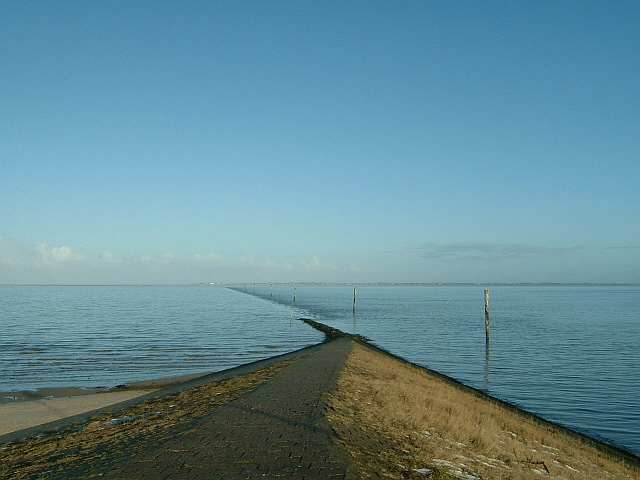
Neßmersiel – Der Fährweg nach Baltrum